# Analisi logica del periodo
L'analisi  logica del periodo, più comunemente definita analisi del periodo, è la disciplina che studia la sintassi della frase complessa, cioè quella frase con più verbi formata da più frasi semplici (proposizioni), chiamata per l'appunto, periodo. Il periodo è una frase compiuta formata da una o più proposizioni collegate fra loro. 
Contrariamente all'analisi logica della proposizione, l'analisi logica del periodo non è atta a specificare i vari complementi (espansioni) che possono essere presenti nelle proposizioni, ma piuttosto la relazione tra le diverse proposizioni che costituiscono il periodo.

## Distinguere le proposizioni
Ogni proposizione può essere divisa dall'altra attenendosi alla presenza di un predicato, sia esso verbale o nominale (comprendendo sia copula che parte nominale), il quale segna la presenza di una nuova proposizione. Per dividerle, basta bloccarsi quando troviamo una congiunzione o un pronome o una preposizione (che ci indicano inoltre il tipo di proposizione che essi introducono).
Ad esempio, prendendo il seguente periodo: "Luca è stato mandato lì per ovviare al problema di cui ti ho parlato ieri; secondo me questa sarà per lui una grande esperienza", ci accorgiamo della presenza di quattro predicati (è stato mandato, ovviare, ho parlato, sarà una grande esperienza) e ne deduciamo che è formato da quattro proposizioni, che divideremo logicamente in "Luca è stato mandato lì", "per ovviare al problema", "di cui ti ho parlato ieri" e "secondo me questa sarà per lui una grande esperienza".
Nell'individuare il predicato, bisogna tenere presente le indicazioni sottoscritte.
- il verbo coniugato a un tempo composto forma un unico predicato. Ad esempio: in "avresti combinato un pandemonio" il predicato è "avresti combinato";
- Il verbi servili potere, dovere, volere, sapere e preferire, formano unico predicato insieme all'infinito che accompagnano. Esempio: in "puoi omettere questa parola", il predicato è "puoi omettere";
- i verbi fraseologici continuare a, smettere di, finire di, insistere a, riuscire a, fare + infinito. formano unico predicato insieme all'infinito che accompagnano. Esempio: in "cercando di finire il compito, hai fatto passare un'ora e più", i predicati sono "cercando di finire" e "hai fatto passare";
- l'infinito usato come soggetto non forma predicato. Esempio: "Sciare è la mia passione" è un'unica proposizione;
- i participi presenti e passati usati come aggettivi o sostantivi non formano predicato. Esempio: in "sono proprio abbattuto" il predicato è "sono abbattuto".

## Proposizioni principali
Le proposizioni principali non dipendono dalle altre dal punto di vista grammaticale, ne esistono diversi tipi:
- poniti sempre le domande: per chi/che cosa?

Enunciative o informative: si dividono in affermative e negative e contengono un'opinione, una descrizione, o altro:
- interrogative: si dividono in parziali (quando la domanda si riferisce solamente a un elemento della frase), totali (quando la domanda si riferisce all'intera frase), disgiuntive (quando la domanda pone un'alternativa). Tutte queste possono essere anche retoriche;
- esclamative: sono usate per esprimere stupore, gioia, dolore o simili emozioni;
- volitive: si dividono in imperative (se indicano un comando), esortative (se esprimono un'esortazione), concessive (se esprimono una concessione) o desiderative o ottative (se esprimono un desiderio).

## Proposizioni incidentali
Le proposizioni incidentali sono generalmente brevissime, cadono all'interno di un enunciato, interposte tra due virgole, per precisarlo o commentarlo. Risultano accessorie rispetto al testo cui sono inserite e non possono essere considerate né proposizioni principali né proposizioni subordinate (ad esempio: "Luca, figlio di Giulio,...").

## Collegamento tra proposizioni
- Subordinazione: rapporto di dipendenza tra le proposizioni, dove si ha una reggente e la sua dipendente/subordinata (ipotassi).
- Coordinazione: le proposizioni sono poste sullo stesso piano sintattico, senza dipendere le une dalle altre (paratassi).
- coordinata-:rapporto attraverso preposizioni coordinanti

## Tipi e forme di coordinazione
La proposizione coordinata può essere:
- copulativa: rapporto logico A e B; congiunzioni e, né, neppure, ecc.
- avversativa: "A però B"; congiunzioni ma, però, tuttavia, eppure, ecc.
- sostitutiva: " non A bensì B"; ma bensì, ecc.
- disgiuntiva: "A o B"; o, oppure, ecc.
- conclusiva: "A quindi B"; quindi, dunque, perciò, pertanto, ecc.
- dichiarativa/esplicativa: "A cioè B"; cioè, infatti, ossia, ecc.
- correlativa: coppie di congiunzioni relative (o...o; sia...sia; né...né; ecc.).

I diversi tipi di coordinazione sono divisi in due grandi gruppi:
asindeto: quando sono coordinate per semplice accostamento logico di una proposizione all'altra (giustapposizione). In questo caso nessuna congiunzione fa da legame, ma vengono utilizzati i segni di interpunzione.
polisindeto: cioè mediante le varie congiunzioni coordinanti dalle quali prendono il nome i diversi tipi di proposizioni coordinate. Asindeto e polisindeto non si escludono a vicenda bensì molto spesso si integrano.

## Tipi e forme di subordinazione
Le proposizioni subordinate possono essere:
- Esplicite (contengono un verbo in modo finito: indicativo, congiuntivo, condizionale o imperativo). In questo caso possono essere introdotte da: congiunzioni o locuzioni (che, come, se, quando, perché, poiché, ecc.), pronomi relativi (che, chi, ecc.), avverbi relativi (dove, donde, ecc.), pronomi e aggettivi e avverbi interrogativi (chi?, quanto?, dove?, ecc.)
- Implicite (contengono un verbo di modo indefinito: infinito, gerundio e participio). In questo caso possono essere introdotte da: preposizioni che reggono l'infinito (per, a, di, da, dopo, senza, ecc.) e da congiunzioni che precedono il gerundio.

## I vari tipi di proposizione
Le proposizioni in un periodo complesso possono essere: proposizione principale o secondaria. Le secondarie possono essere di vario tipo a seconda delle domande. Per la loro funzione, corrispondono al complemento nell'analisi logica.